# Kesko
Kesko é a maior empresa de varejo da Finlândia, atua em 4 divisões: vendas de alimentos, utilidades domésticas, materiais de construção e comércio de automóveis. Foi fundada em outubro de 1940 após a fusão de quatro empresas de varejo regionais finlandesas. Também tem operações na Suécia, Noruega, Estónia , Letónia , Lituânia , Rússia e Bielorrússia.